# Benedetta Rinaldi
Benedetta Rinaldi (Roma, 14 agosto 1981) è una giornalista, conduttrice televisiva e conduttrice radiofonica italiana.

## Biografia

### Carriera radiofonica
Dopo la Laurea in scienze politiche all'Università LUMSA, inizia a lavorare come conduttrice radiofonica a Radio Meridiano 12, emittente privata romana dei sacerdoti salesiani.
Nel 2001 approda a Radio Vaticana, dove conduce ogni giorno Stop! Precedenza a chi pensa. Ritornerà in seguito per condurre due volte a settimana Poteva essere un talk-show.
Da anni collabora con la seconda rete radiofonica della Rai, Rai Radio 2.

### Carriera televisiva
Dal 2004 è iscritta all'Ordine dei Giornalisti del Lazio come giornalista pubblicista. Debutta in tv su Rai 1 come inviata della trasmissione di approfondimento religioso A Sua immagine, di cui condurrà anche delle puntate nel 2008. Nel 2007 conduce su Rai 1 il rotocalco dedicato al cinema Off Hollywood e collabora con RomaSette, inserto di Avvenire, per cui scrive articoli sul mondo sociale e giovanile.
Nel 2009 approda a Rai 3, dove presenta il talk show di Rai Educational Gap - Generazioni alla prova, prodotto da Giovanni Minoli. Nel 2011 conduce Italia chiama Italia su Rai International e partecipa a Porta a Porta Prima serata con Bruno Vespa.
Dal 4 giugno al 7 settembre 2012 con la sua prima conduzione presenta Unomattina Estate insieme a Gerardo Greco su Rai 1.
Dal 2013 presenta il programma per gli italiani all'estero Comunity - L'altra Italia in onda quotidianamente in tutto il mondo sul canale internazionale della radiotelevisione italiana Rai Italia in coppia con Alessio Aversa. Dal 3 giugno al 6 settembre 2013 conduce su Rai 1 Unomattina Estate insieme a Duilio Giammaria. Dal 2 giugno al 5 settembre 2014 è nuovamente sugli schermi di Rai 1 per condurre Unomattina Estate, questa volta insieme ad Alessio Zucchini.
Dal 1º giugno al 4 settembre 2015 torna a Unomattina Estate, questa volta insieme ad Alessandro Greco e Rita Forte nel segmento Effetto Estate. Dal 1º giugno al 2 settembre 2016 è ancora una volta nella squadra di Unomattina Estate con Umberto Broccoli, conducendo il segmento Ricordando i record. Nel programma si ripercorre la storia delle Olimpiadi e la storia dei terremoti in Italia. Dal 19 giugno all'8 settembre 2017 conduce La vita in diretta Estate dal Teatro delle Vittorie in Roma, in coppia con Paolo Poggio. 
Dall'11 settembre 2017 conduce la versione invernale di Unomattina in coppia con Franco Di Mare, sostituendo Francesca Fialdini. Viene confermata alla conduzione del programma anche nella stagione 2018-2019, ma esclusa per la stagione successiva.
Dal 7 settembre 2020 torna su Rai 3 per la conduzione di Elisir, in coppia con Michele Mirabella 

### Vita privata
È sposata con un imprenditore romano ed è madre di Edoardo ed Elisabetta.

## Televisione
- Off Hollywood (Rai 1, 2007)
- A Sua immagine (Rai 1, 2008) inviata
- A Sua immagine - XXIII Giornata Mondiale della gioventù (Rai 1, 2008)
- Gap - Generazioni alla prova (Rai 3, 2009)
- Italia chiama Italia (Rai Italia, 2011)
- Unomattina Estate (Rai 1, 2012-2014)
- Community - L'altra Italia (Rai Italia, 2013-2017)
- Effetto Estate (Rai 1, 2015)
- La vita in diretta Estate (Rai 1, 2017)
- Unomattina (Rai 1, 2017-2019)
- Senato & Cultura - Omaggio a Napoli (Rai 5, 2019)
- Senato & Cultura - La voce del cuore: musica per Camerino (Rai 5, 2019)
- Senato & Cultura - Omaggio alla Danza (Rai 5, 2020)
- Elisir (Rai 3, dal 2020)
- Telethon (Rai 3, 2020-2022, 2024)

## Radio
- Club Studio 2 (Radio Meridiano 12, 1999-2002)
- Stop! Precedenza a chi pensa (Radio Vaticana, 2001)
- Poteva essere un talk-show (Radio Vaticana)

## Eventi
- Premio De Sanctis per la Saggistica (Roma, 2018-2019)[18]
- Concerto di Solidarietà Banda Marina Militare (Roma, novembre 2022)[19]
- Roma e i grandi eventi sportivi (Roma, giugno 2023) [20]
- X Premio Mario Arpea (Rocca di Mezzo (AQ), Agosto 2023) [21]